# Noblella heyeri
Noblella heyeri és una espècie d'amfibi que viu al Perú i a l'Equador. Està amenaçada d'extinció per la pèrdua del seu hàbitat natural.